# John Reinhard Weguelin

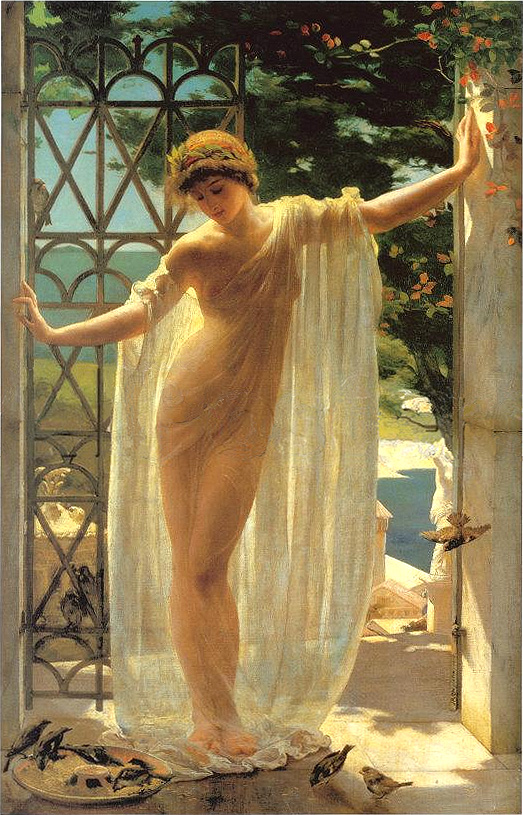
Lesbia, pintura de John Reinhard Weguelin, 1878.

John Reinhard Weguelin RWS (23 de junio de 1849, Sussex, Inglaterra - 28 de abril de 1927, Hastings, Inglaterra) fue un pintor e ilustrador inglés, activo desde 1877 hasta después de 1910. Se especializó en pinturas figurativas con fondos exuberantes, paisajes típicos o escenas de jardín. Weguelin emuló el estilo neoclásico de Edward Poynter y Lawrence Alma-Tadema, pintando temas inspirados en la antigüedad y la mitología clásica. Representó escenas de la vida cotidiana en la antigua Grecia y Roma, así como temas mitológicos, con énfasis en escenas pastorales. Weguelin también se basó en el folclore como inspiración, y pintó numerosas imágenes de ninfas y sirenas. Sus temas eran similares a los de su contemporáneo, John William Waterhouse, que también se especializó en pintar figuras femeninas con fondos dramáticos, pero a diferencia de Waterhouse, muchos de los sujetos de Weguelin los pintó desnudos o escasamente vestidos. Weguelin fue particularmente conocido por su uso realista de la luz.
Aunque sus primeros trabajos los hizo en acuarela, todas las obras importantes de Weguelin a partir de 1878 hasta 1892 son pinturas al óleo. Para conseguir ingresos, dibujó y pintó ilustraciones para varios libros, entre los cuales se encuentra Cantos populares de la Antigua Roma de Thomas Macaulay. A partir de 1893, Weguelin se dedicó casi enteramente a la acuarela, y se convirtió en un miembro de la Royal Watercolour Society.
El trabajo de Weguelin fue expuesto en la Royal Academy y en otras galerías importantes de Londres, y fue muy apreciado durante su carrera. Sin embargo, fue olvidado después de la Primera Guerra Mundial, pues su estilo de pintura quedó fuera de moda, y es mejor recordado como el pintor de Lesbia, representando la fabulosa musa del poeta romano Catulo.

## Biografía

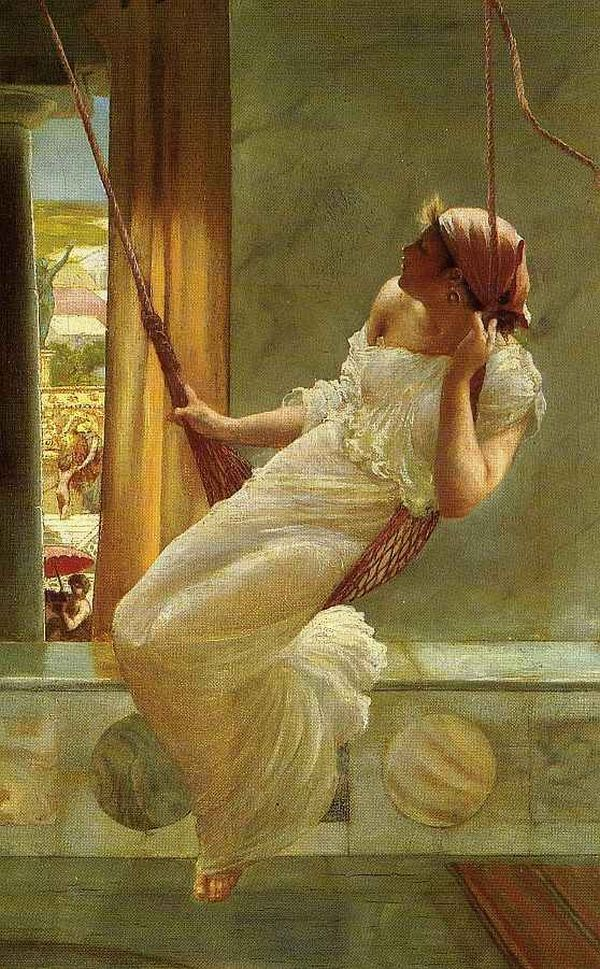
The Swing

John Reinhard Weguelin nació el 23 de junio de 1849, en el pueblo de South Stoke, cerca de Arundel. Su padre, William Andrew Weguelin, era rector de South Stoke, pero fue obligado a renunciar a su posición hacia 1856, cuando se unió al Movimiento de Oxford, y se convirtió al catolicismo. Cuando todavía era un niño, la familia de Weguelin partió de Sussex para Italia, donde vivieron por varios años. Weguelin pasó mucho tiempo en Roma, donde quedó impresionado por el arte y la historia del lugar. Aparte de algunas lecciones de dibujo en Italia, Weguelin no tenía ninguna formación formal en arte durante su niñez. En 1860, Weguelin, de once años, fue enviado al The Oratory School del Cardenal Newman en Edgbaston. De 1870 a 1873, trabajó como subscriptor del Lloyd's of London.
A la edad de veintitrés años en 1873, Weguelin se matriculó en la Slade School of Fine Art, luego encabezada por Edward Poynter. Estudió allí durante cinco años, siendo primero su profesor Poynter y luego su sucesor, Alphonse Legros. La primera obra expuesta de Weguelin fue una acuarela, The Death of the First-born (La Muerte del Primogénito), en la Galería Dudley en 1877. En su graduación de la Slade, su primer cuadro expuesto fue en la Royal Academy. Aunque sería reconocido como acuarelista, Weguelin no volvería a exhibir en este medio hasta la década de 1890, y casi todas sus pinturas hasta 1893 fueron pintadas en óleo.
Weguelin fue fuertemente influenciado por el trabajo de Lawrence Alma-Tadema, pero después de algunos años él desarrolló su propia interpretación de los temas clásicos. Desde 1878, él exhibió numerosas pinturas en diversas galerías de Londres, incluyendo la Royal Academy, la Grosvenor Gallery, y la New Gallery. Su trabajo también fue presentado por la Society of British Artists. Sus temas incluían paisajes, temas clásicos y bíblicos, y escenas pastorales. También produjo ilustraciones para varios libros, incluyendo la edición de 1881 del libro Cantos populares de la Antigua Roma de Thomas Macaulay, The Cat of Bubastes (El Gato de Bubastes) de George Alfred Henty, un volumen de poemas de Catulo (1893), historias de Hans Christian Andersen en The Little Mermaid and other Tales (La Sirenita y otros Cuentos) (1893) y la traducción de poemas de Anacreonte (1894) por parte de Thomas Stanley.
The Library describió a Weguelin como uno de los pocos artistas decorativos que rara vez confiaban en la pluma, y habitualmente se expresaban en "lavado" en lugar de por línea: "El Sr. Weguelin ha ilustrado a Anacreonte de una manera tal como para ganar la apreciación de los eruditos griegos, y sus ilustraciones para Hans Andersen han tenido una recepción muy amplia y no menos gratificante, sus dibujos tienen movimiento y atmósfera."
En 1893, Weguelin tomó la acuarela por primera vez desde que dejó el Slade. Expuso The Swing (El Columpio) en la Royal Academy, y después de unos meses fue elegido asociado de la Royal Society of Painters en Water Colours. Se convirtió en miembro pleno en 1897. Desde entonces, Weguelin pintó casi exclusivamente en acuarela, y produjo muy poco en óleo. Exhibió regularmente en una galería en Pall Mall.
Weguelin disfrutó del piragüismo y la natación, y fue miembro del Savile Club. En su vida adulta, se estableció en Hastings. Murió el 28 de abril de 1927.

## Estilo artístico

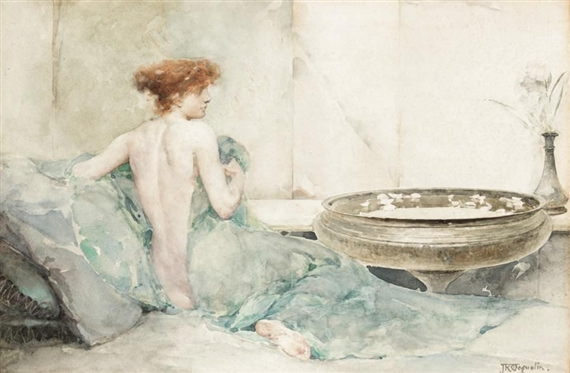
Rodantha

Los primeros trabajos de Weguelin podían ser considerados clasicistas, reconstruyendo imágenes de la vida cotidiana de tiempos griegos y romanos. Sin embargo, su obra refleja una adaptación libre del espíritu pagano del arte clásico, en lugar de adherirse a una interpretación estrictamente histórica. Escribiendo en 1904, el crítico de arte Alfred Lys Baldry describió a Weguelin como "un pintor de abstracciones clásicas."
En un artículo de 1888 sobre exposiciones en la New Gallery, The Art Journal comparó la obra de tres contemporáneos, Alma-Tadema, cuyo trabajo había influenciado fuertemente a Weguelin, Charles Napier Kennedy y el mismo Weguelin, a George Frederic Watts. Los cuatro artistas trataron temas similares.
Venus and Mars (Venus y Marte) del Sr. Alma-Tadema, Fair-haired Slave who made himself a King (Esclavo Rubio que se hizo Rey) del C.N. Kennedy, y Bacchus and the Choir of Nymphs (Bacchus y el Coro de Ninfas) del Sr. J.R. Weguelin son sujetos de una intención más realista que la anterior [refiriéndose al Angel of Death (Ángel de la Muerte) del Sr. Watts]. El color del Sr. Tadema es el más suave, y el Sr. Weguelin es el más duro y el más frío. Los tres son estudiados seriamente, y dan una noción más o menos verdadera de la figura en su relación natural con el ambiente.
El trabajo posterior de Weguelin fue descrito por Baldry en The Practice of Water-Color Painting:
Es especialmente conocido como el pintor de la figura desnuda en acuarela por la que el Sr. J. Weguelin se ha hecho famoso. Ha tomado una clase de temas que comparativamente pocos artistas intentan, y la ha manejado en una larga serie de pinturas muy atractivas con un encanto y una distinción que se pueden admirar sinceramente. Él tiene una fantasía muy agradable y un sentido delicioso del estilo; y su gracioso dibujo, su exquisito sentimiento por las delicadas armonías de color y su pincel brillante, directo y expresivo hacen que sus producciones sean más importantes de lo que comúnmente son ejemplos de la aplicación juiciosa del medio acuático.
Baldry continúa para discutir los principios y técnicas de Weguelin.
La undécima edición de la Encyclopædia Britannica menciona a Weguelin como "uno de los pintores con las figuras extraordinarias más fáciles y expresivas."
British Water-Color Art enumera los colores utilizados por los miembros y asociados de la Royal Society of Painters in Water Colours. La paleta de Weguelin incluía "bermellón, rojo claro, rosada, morado claro, marrón claro, ocre amarillento, cadmio 1 y 2, óxido de cromo, óxido de cromo (transparente), negro y blanco chino, marrón de Vandyke, sombra natural, sombra tostada."
The Practice of Water-Colour Painting describe su paleta como "azul cendre, azul francés, óxido de cromo (opaco y transparente), verde Hooker nº 1, ocre amarillento, aureolina, naranja cadmio, sienna cruda, siena quemada, Color de rosa más oscuro, rojo claro, marrón claro, marrón de Vandyke, ocre negro, y blanco escama, y de vez en cuando bermellón, sombra tostada, y sombra negra."

## Obras seleccionados
The Death of the First-born (La Muerte del Primogénito) (1877, acuarela) fue el debut de Weguelin en la Dudley Gallery y su última acuarela importante hasta 1893. El tema era uno que Alma-Tadema había tratado en 1859 y 1872. Su título se refiere a la última de las diez plagas de Egipto que aparecen en el Libro del Éxodo, en la que los hijos primogénitos de todo Egipto murieron, convenciendo a los egipcios de liberar a los hebreos de la esclavitud.
The Death of the Firstborn, del Sr. Weguelin, muestra a un joven estirado para los ritos funerarios, y su madre (o tal vez su esposa) se agazapa en el suelo con el rostro escondido entre las rodillas; un tratamiento suficientemente bien concebido, bastante ejecutado, pero que no debe llamarse intenso.

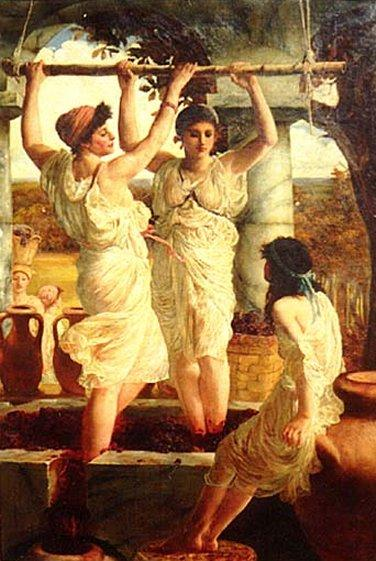
Pressing Grapes (1880)

Las hijas del rey griego Dánao vierten jarras de agua en un tarro sin fondo que se condenan a llenar, en The Labor of the Danaïdes (El Trabajo de las Danaides) (1878). Esta pintura fue exhibida en la Royal Academy.
La pintura más famosa de Weguelin es probablemente Lesbia (1878), inspirada por la mujer que inspiró muchas de las obras del poeta romano Catulo. Catulo usó el seudónimo "Lesbia" para referirse a una amante aristocrática a quien no deseaba escandalizar, aunque su relación era tumultuosa, y Catulo escribió amargamente su final. Se supone que se trataba de Clodia, alrededor de la cual se arremolinaron rumores y escándalos que involucraban a algunos de los hombres más prominentes de Roma, aunque ninguna fuente contemporánea hace esa identificación, y este elemento de misterio se suma al atractivo tanto de los poemas como de la pintura de Weguelin.
En la pintura, Lesbia es representada como una mujer joven, que se encuentra en contrapposto de pie y enmarcada en la entrada de un jardín. Ella está vestida sólo con un vestido de diáfano a través del cual la luz del sol es visible, y en su cabello hay una guirnalda. Lesbia está alimentando a los pájaros, que vuelan y se posan sobre ella y se reúnen a sus pies. Los pájaros representados son gorriones comunes. Detrás de Lesbia hay flores, árboles y una vista del mar.
The Tired Dancer (El Bailarín Cansado) (1879) fue exhibido en la Grosvenor Gallery. Fue revisado en The Dublin University Magazine:
"Tired Dancer" de J. R Weguelin es un cuadro muy claro y rico. La muchacha se ha arrojado sobre un asiento de mármol debajo de un pilar de mármol; su vestido suelto de rojo oscuro forma un remiendo brillante contra el mármol, y sin embargo no oculta los miembros que hay debajo. Su cabello oscuro está coronado de flores amarillas, el rostro está completamente dormido y el brazo derecho tirado hacia afuera sobre la losa de mármol detrás de su cuerpo, transmitiendo la idea de un cansancio completo. La ejecución del mármol es una especie de reminiscencia de la obra de Alma-Tadema.
A Portrait (Un Retrato) (1880) fue exhibido en la Royal Academy.
En Pressing Grapes (Presionando las Uvas) (1880), dos mujeres jóvenes, con las faldas recogidas hasta las rodillas, se paran en una bañera de piedra, presionando las uvas, mientras el jugo se vierte en un cubo a través de una hendidura en el lado de la bañera. Las dos mujeres se colocan a cada lado de un poste suspendido desde arriba, que agarran con las manos para mantener el equilibrio. Detrás de ellos hay arcos, a través de los cuales se puede ver un paisaje rico en bosques que se extiende en la distancia. Jarras de piedra y cestas de uvas alinean la pared. Una muchacha joven con una cinta en su pelo se inclina contra un recipiente grande, sus pies están sobre un taburete mientras que ella solo mira el trabajo de las mujeres. La pintura fue descubierta en una casa en Portland, Maine en 1997, y posteriormente se le dio la autoría a Weguelin. Esta puede ser la misma pintura que The Vintage (La Cosecha).
The Vintage (La Cosecha) (1880, óleo sobre lienzo, 45 1/2 x 30") fue exhibido en la Gallery with con un extracto del poema de Macaulay, Horatius: Y en las cubas de Luna/Este año el mosto espumará/Rondara los pies blancos de las niñas riendo/Cuyos sementales ya han marchado a Roma. En su reseña, The Times describió la pintura como "un raro ejemplo de uso pictórico hecho de un buen tema que es contemporáneo, así como antiguo." Una versión más simple aparece como uno de las ilustraciones de la edición de 1881 de los poemas de Macaulay.

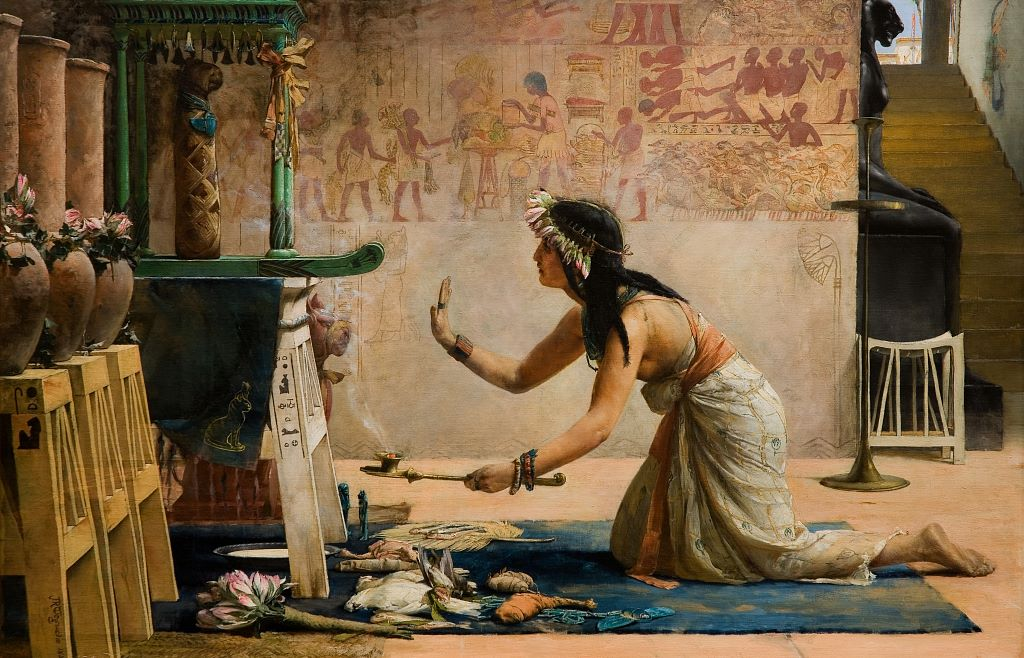
The Obsequies of an Egyptian Cat (1886)

The Fishers (Los Pescadores) (1881) fue exhibido en la Royal Academy.
A Roman Acrobat (Un Acróbata Romano) (1881) fue exhibido en la Grosvenor Gallery. Fue criticado por The Gentleman's Magazine, donde fue comparado con The Flight of Helen (El vuelo de Helen) de William Britten, con el cual fue exhibido:
La alegoría no tiene cabida en el lienzo del señor Weguelin; ninguna Venus necesita la aprobación de la sonrisa por la hazaña que se registra allí. A Roman Acrobat -una muchacha haciendo peligrosas piruetas a lo largo de una tirante cuerda y mira con ojos interrogantes mientras los brazos se balancean entre sí y los pies descalzos presionaban y apretujaban la estrecha cuerda- es un tema que la mayoría de los pocos pintores dispuestos a tratar con ella en todo habrían sido tentados a hacer muy cuidadosamente antiquarios. Una dolorosa realización de los muebles de la antigüedad -una pequeña verdad en un asunto pequeño- habría dejado poco espacio para las grandes verdades del carácter y los intereses superiores de la belleza y la acción. De este permanente error -que sin embargo habría asegurado que la popularidad pasajera que espera en el hábil despliegue del mero aprendizaje artesanal- el Sr. Weguelin es liberado. El primer pensamiento no es del artista, de su fondo de conocimiento anticuario y de su laboriosa batalla con dificultades técnicas. En cambio, se toma un placer franco y sencillo en el cuadro. Es de excelente dibujo sobre la acción expresiva, a la vez imaginativa y real. El Sr. Weguelin apenas se muestra como un colorista experto, pero es un vívido pintor de luz al aire libre, en el que puede ser que los colores parecen menos sutiles. Sin embargo, el trabajo del Sr. Weguelin depende menos de un don único y altamente desarrollado de destreza técnica que de la unión de muchos dones que ya son considerables, y que mejorarán de cuando en cuando.
Las ilustraciones de Weguelin para el libro Cantos de la Antigua Roma de Macaulay aparecieron en la edición de 1881, la cubierta de la cual empleó la representación de Weguelin de Horacio Cocles mientras defendía el puente Sublicio contra el ejército de Lars Porsena.
En Bacchus Triumphant (Bacchus triunfante) (1882, óleo sobre lienzo, 18 x 12 1/4"), el dios es representado como un niño, siendo llevado en una litera a través de una multitud jubilosa. Está sentado sobre un jabalí y su mano se aferra a un tirso, que eleva triunfantemente. En el fondo se ve el tronco de un antiguo árbol y el pedestal de una estatua monumental, y, a lo lejos, son visibles unos los álamos y el mar.
The Feast of Flora  (La Fiesta de la Flora) (1882) fue exhibida en la Royal Academy:
"The Feast of Flora" (No. 766), por J. R. Weguelin, es un cuadro brillante, bien dibujado, con gran atención a los detalles, y un poco de humor. La figura principal es una mujer joven con una cesta de flores frescas bajando por una escalera de mármol, sosteniendo un racimo de flores narcisos hasta la nariz de un gran ídolo negro egipcio. En el patio a la izquierda, hay una figura de bronce, y alrededor de la escalera y en la distancia se ven multitudes de gays celebrando una alegre fiesta.

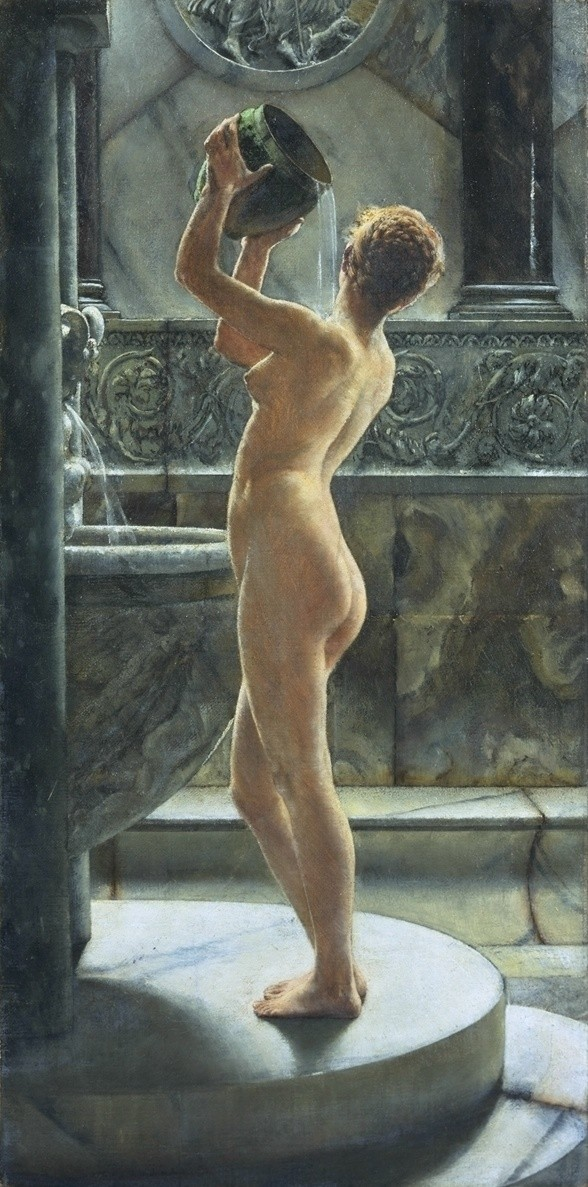
The Bath (1884)

Habet! (1882) cuenta con un bañista que se inclina hacia abajo para ayudar a una tortuga, a quien ha golpeado inadvertidamente. Esta pintura fue exhibida en la Grosvenor Gallery.
En The Maidens' Race (La Carrera de las Doncellas) (1883), seis jóvenes vírgenes con quitones esperan el comienzo de una carrera delante de una arena llena de animados espectadores. Una séptima se prepara para dar la señal para que la carrera empiece. En un catálogo de obras expuestas en la Royal Academy, una nota dice: "Durante los juegos celebrados en honor de Here, era costumbre de las jóvenes de Elis correr en el estadio Olímpico, que fue acortado para ellas seis." Esta pintura fue admirada por Lewis Carroll, que la mencionó en su diario.
The Bath (El Baño) (1884, óleo sobre lienzo, 20 x 10") presenta a una mujer desnuda de pie frente a una fuente, de la que ha extraído agua en una urna. La bañista está vertiendo agua de la urna sobre su hombro izquierdo, mientras su rostro se aleja del espectador.
Con Herodias and her Daughter (Herodías y su Hija) (1884), Weguelin representa una escena de los Evangelios de Mateo y Marcos. Herodías, cuyo matrimonio con Herodes Antipas fue llamado ilegal por Juan el Bautista, anima a su hermosa hija Salomé a bailar para su padrastro, y exigirle un juramento. Una vez que hubieran convenido, Salomé le pide a su padrastro que le traiga la cabeza de Juan, para gran consternación de Herodes. Esta pintura fue exhibida en la Royal Academy.
En la pintura, Weguelin describe a Herodías persuadiendo a su renuente hija a participar en su plan de venganza. Salomé está vestida con velos, preparándose para bailar seductoramente ante su padrastro y sus invitados en un banquete. Los dos están detrás de la esquina entre una pared y una gran estatua de un león tallado al estilo oriental. El suelo es de mármol labrado, y los huéspedes son visibles en el borde de la pintura, mientras que el pabellón de Herodes, al estilo de un templo griego, está en el fondo.
An Egyptian Difficulty in the time of Augustus (Una Dificultad Egipcia en la época de Augusto) (1885, 35 x 23"), también conocida como A Young Girl with Flamingoes (Una Chica con Flamencos), y probablemente la misma Dance of the Flamingos (Danza de los Flamencos) (1885, óleo sobre lienzo, 92 x 61,2 cm). Fue exhibido en la Grosvenor Gallery, y el catálogo describe la pintura como "una chica con flamencos; arco de mármol sobre la puerta de bronce. Un cuadro característico de este artista." En una mano, la niña sostiene un aro con hiedra o una vid similar, y en la otra un tallo de hierba, que ella agita hacia uno de un grupo de flamencos domesticados, al parecer tratando de convencerlos a través del aro.
En The Swing Feast (La Festín del Columpio) (1885, óleo sobre lienzo, 51 x 33"), dos mujeres jóvenes, una de pie y la otra sentada, disfrutan de un par de columpios suspendidos de los árboles ante un templo, con otros celebrantes en el fondo. El catálogo de la Royal Academy explica que "en expiación de la muerte de Erígone, que se ahorcó, y en imitación de ella, las doncellas de Atenas en este día se columpian entre los árboles, mientras cantaban himnos en su honor."
Reflection (Reflexión) (1885, óleo sobre lienzo, 8 x 10") representa una mujer desnuda que yace sobre cojines frente a un charco de agua. Juega con una larga guirnalda de rosas.
En The Obsequies of an Egyptian Cat (Las obsequias de un gato egipcio) (1886, 32 x 49"), una sacerdotisa se arrodilla ante un altar sobre el cual se coloca la momia de un gato. Ella está quemando incienso, y ha presentado una ofrendas de flores y comida al espíritu del gato, junto con un plato de leche. En la pared detrás de la sacerdotisa hay un fresco egipcio, y una estatua de la diosa Sejmet o Bastet entronizada como guardia en la entrada del templo. Las escaleras conducen a la entrada, a través de la cual se puede ver el cielo y otros edificios.
A Summer Afternoon (Una tarde de verano) (1886, 8 x 10") es la imagen de una mujer joven que duerme la siesta sobre una pila de almohadones en un banco ancho, unida a una pared alta. Se exhibió en la Grosvenor Gallery.
The Fair Girl (La chica justa) (1886) también se exhibió en la Grosvenor Gallery. Grosvenor Notes describe el tema: "una mujer decabello oscuro, de pie contra una pared."
The Captive Wood Nymph (La Ninfa de Madera Cautiva) (1887) recibió un diploma de tercer orden de mérito entre pinturas al óleo y acuarelas de la Exposición Internacional Adelaide Jubilee.

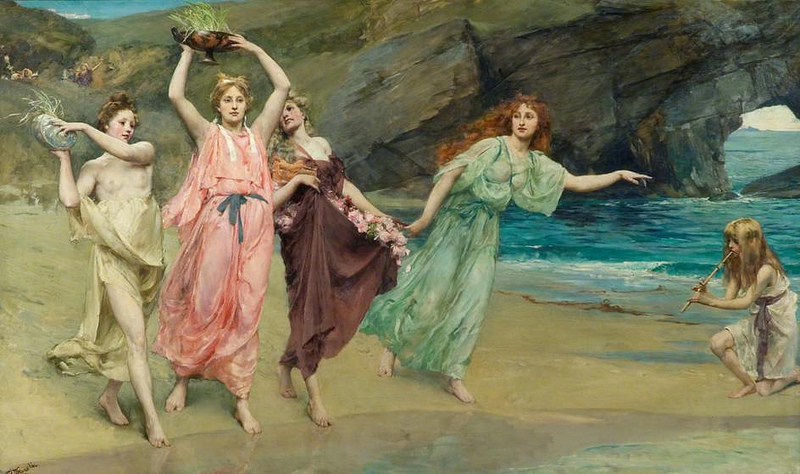
The Gardens of Adonis (1888)

The Toilet of Faunus (El baño de Fauno), o Adoring the Herm (Adorando al Herm) (1887, 20 x 22") se exhibió en la Royal Academy, donde se describió como "una niña colocando coronas de flores de color púrpura sobre la cabeza de Fauno."
The Gardens of Adonis (Los Jardines de Adonis) (1888, óleo sobre lienzo, 93 x 135 cm) se exhibió en la New Gallery, donde se describe: "Túnicas ligeras que fluyen de color rosa púrpura, verde y limón pálido, y una doncella lleva coronas de rosas para las ofrendas." El catálogo explica que:
Antes de la fiesta de Adonis, era costumbre de los griegos sembrar en vasos poco profundos las semillas de lechuga, escarola, cebada, etc. Estas crecieron rápidamente, y al no tener raíces pronto se marchitaron, y en consecuencia se consideraron como ejemplos de la vida y la muerte prematura de Adonis. Se llamaron Jardines de Adonis, y después de ser llevados en procesión, junto con una estatuilla del dios, fueron llevados al mar el último día de las ceremonias. Esta observancia es descrita por Teócrito, Idilio XVI.
La pintura es parte de la colección del Northampton Museum and Art Gallery.
Bacchus and the Choir of Nymphs (Baco y el coro de ninfas) (1888, óleo sobre lienzo, 49 x 108 1/2") fue descrita como "una de las más importantes composiciones en la New Gallery:"
Baco está vestido con una prenda roja tendida sobre una piel de leopardo sostiene un tirso. Las ninfas tienen paños pálidos de color rosa, amarillo y blanco; uno tiene hiedra en el pelo y otra, en la izquierda, algunas flores violetas; el mar yace azul debajo de ellos, salpicado de sombras púrpuras; las rocas son grises; la imagen es de color claro y delicadamente armonizada.
La pintura fue exhibida con una traducción anónima, quizás la propia del artista, de las primeras líneas del Bacchum in remotis carmina rupibus vidi docentem de Horacio (Odas 2.19): "Creedrne, venideros, he visto a Baco en las rocas apartadas enseñando hermosos cantos a las Ninfas, que los aprendían solícitas."

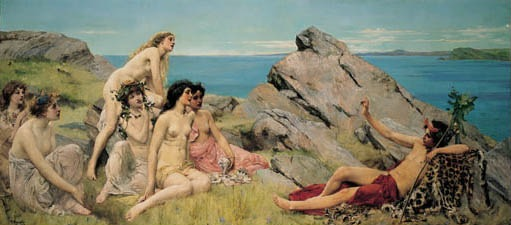
Bacchus and the Choir of Nymphs (1888)

A Bacchante (Una Bacante) (óleo sobre lienzo, 11 1/2 x 7 1/2") presenta a un joven adorador de Baco, apoyado en un pilar, vistiendo una piel de leopardo y en su cabello hay una guirnalda de hiedra.
The Study of Conchology (El estudio de la conquiliología) (1888, 20 x 10") fue exhibido en la Grosvenor Gallery, presenta a una mujer joven, desnuda, recogiendo conchas marinas. Grosvenor Notes describe el fondo: "mar azul, con rocas púrpuras que se muestran a través del agua clara."
The Yellow Sands (Las arenas amarillas) (1888, óleo sobre lienzo, 10 x 20") se describe como "un pequeño estudio al desnudo; una vista trasera." Presenta a una mujer sentada en la playa en un día despejado, cuando el mar está en calma. Esta pintura fue exhibida en la New Gallery.
En 1889, Weguelin pintó tres "Paneles decorativos para una puerta", descritos en Grosvenor Notes como "(1) niña de pie sobre un cangrejo, (2) sentado en la parte posterior de los peces y (3) volando por el aire, seguido de peces. Pequeños estudios al desnudo."
Psyche (Psique) (1890, óleo sobre lienzo, 24 x 20") se exhibió en la New Gallery, cuyo catálogo lo describió así: "una pequeña cabeza de niña, con alas de mariposa tintadas en ópalo." Ella sostiene la caja de Pandora.
"Spring-time" ("Tiempo de primavera") (1890, óleo sobre lienzo, 68 1/4 x 32") también se exhibió en la New Gallery. El catálogo lo describe como: "una figura principal en bata blanca casi transparente, con fajín azul violeta oscuro; detrás de ella, una figura de color púrpura rojizo. Todo el primer plano está en la sombra. Un resplandor del sol atrapa la flor de la manzana y choca contra la hierba más lejana." La pintura tiene una etiqueta que dice, O primavera, gioventù del anno/O gioventù, primavera della vita (Oh primavera, juventud del año/Oh juventud, primavera de la vida).
Un hombre romano que lleva una ramita de laurel vierte agua de una jarra en un charco de agua en O Babbling Spring (Oh balbuceos de primavera), una ilustración para Horacio, Libro iii, Oda xiii. La primavera se eleva al pie de grandes rocas, y una cabra joven está atada a una estatua encima de algunas pequeñas urnas. Se utilizó un grabado de esta imagen como frontispicio para la edición de julio de 1890 de Scribner's Magazine.
To Faunus (Para Fauno) es un dibujo que representa a una doncella y a su acompañante detrás de una gran roca en una ladera, mientras Fauno toca su flauta cerca. La doncella lleva una guirnalda en el pelo y la lleva colgada mientras escucha. Su compañero desnudo se está levantando del suelo. Esta ilustración fue la portada de la edición de julio de 1891 de Scribner's Magazine.
Old Love Renewed (Viejo amor renovado) (1891) es una ilustración de uno de los poemas de Horacio, Libro iii, Oda ix. Fue exhibido en la New Gallery.
Detrás de la doncella de pelo oscuro, que se queda mirando a su antiguo amante, está el cielo azul pálido y el mar teñido más cálido, y en completo contraste con ellos una rama de rododendro carmesí que crece detrás de la pared de mármol. El hombre que se sienta a la sombra de un ciprés está vestido con una capa púrpura pálida. A media distancia, una ciudad de muchos colores se ve a plena luz del sol.

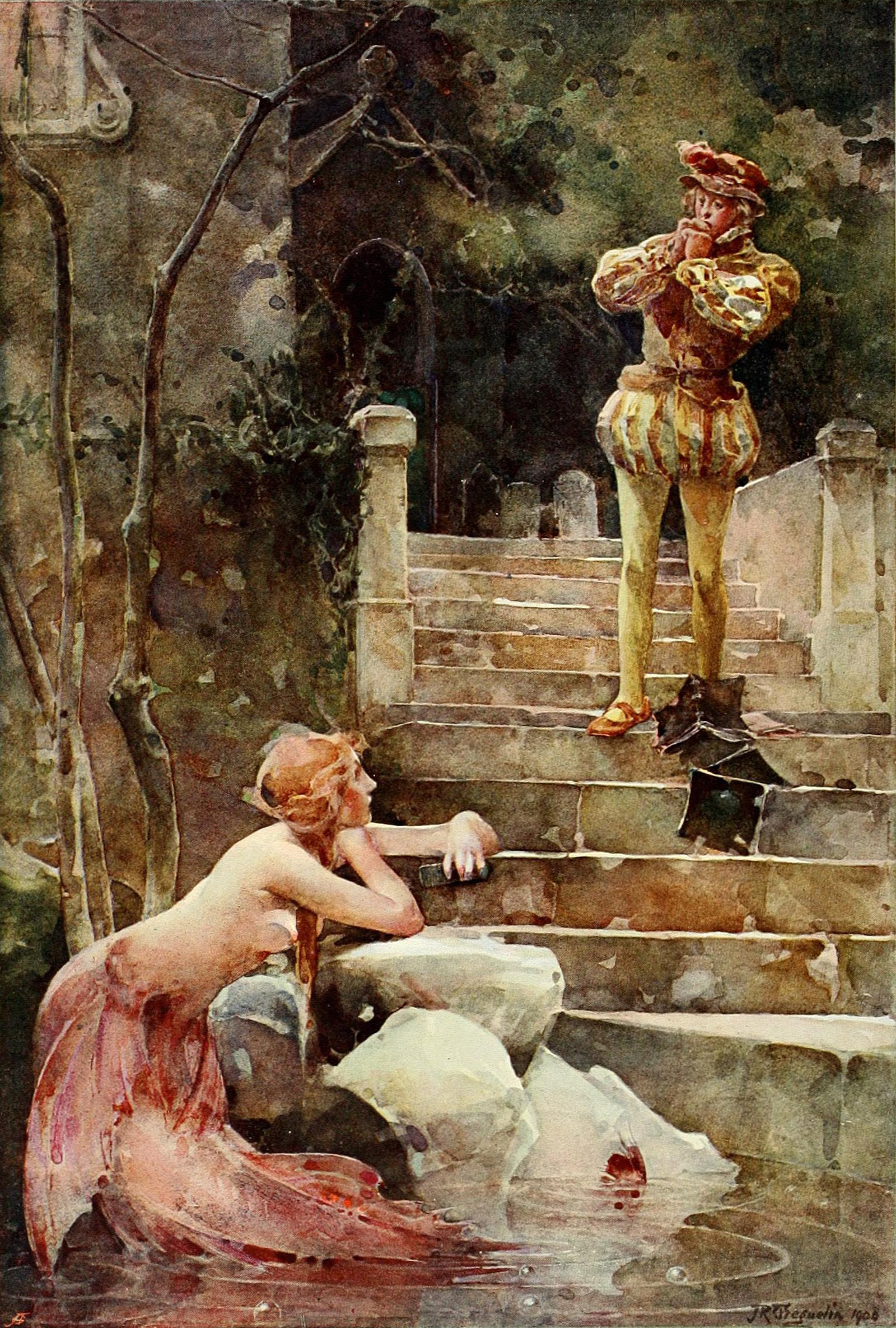
The Mermaid of Zennor (1900)

Una niña desnuda le susurra a una estatua silenciosa de una esfinge en A Whispered Question (Una pregunta susurrada) (1892), que se exhibió en la Royal Academy. Esta pintura fue una de las siete utilizadas como ilustraciones en la edición de S. G. Owen de Catulo.
Las placas del Sr. Weguelin realzan enormemente el valor del libro. Estos consisten en un frontispicio encantador y otras seis ilustraciones, todas igualmente elegantes en diseño y ejecución. El primero y más elegante de estos es para la segunda oda, y presenta a Lesbia y su gorrión. La última ilustración es la de l. 35 del 'Pervigilium Veneris'. Los diseños del Sr. Weguelin tienen la gracia y la belleza de la mano de obra del siglo pasado.
Heard Melodies are Sweet; but Those Unheard are Sweeter (Las melodías escuchadas son dulces; pero las no oídas son más dulces) se exhibió en la New Gallery en 1892.
The Swing (El columpio) (1893) marcó el regreso de Weguelin a la acuarela. Esta pintura fue exhibida en la Royal Academy.
El mismo año, Weguelin produjo sesenta y cinco ilustraciones para The Little Mermaid and Other Stories, una colección de cuentos de hadas de Hans Christian Andersen. Una reseña en The Sketch informó, "en cuanto a las ilustraciones del Sr. J. R. Weguelin, apenas sería posible elogiarlas, el lápiz no puede hacer más por Andersen de lo que el señor Weguelin ha hecho por él aquí."
En 1894, Weguelin ilustró la traducción de Anacreonte de Thomas Stanley. Sus acuarelas se convirtieron en fotograbados para el libro. Diez pinturas de esta colección fueron exhibidas en la New Gallery, incluyendo un frontispicio, Love's Night Walk (Paseo de la noche del amor), Roses (Rosas), The Wish (El deseo), The Invitation (La invitación), The Picture (La imagen), Love Imprisoned (Amor encarcelado), The Spring (La primavera), The Bee (La abeja), and On a Basin wherein Venus was Engraved (En una cuenca en donde Venus fue grabada).
El frontispicio muestra a dos mujeres jóvenes en el suelo, una sentada y otra reclinada, ante una estatua de Anacreonte, que sostiene una flauta. Los árboles y arbustos ocupan el fondo, con las palabras ΑΝΑΚΡΕΟΝΤΟΣ ΜΕΛΗ.
En Love's Night Walk, un joven yace sobre una cama de cojines, dormido pero con una actitud y expresiones inquietas. Detrás de él hay una pared, abierta al exterior, y sentado en la pared está Cupido, apuntando una flecha de amor hacia el durmiente.
Dos mujeres jóvenes, una rubia y otra morena, ambas con vestidos largos y fluidos, bailan bajo una guirnalda en Roses.
The Wish representa a una mujer que desata su sandalia antes de entrar en un charco de agua para bañarse. Los lirios descansan en la superficie reflectante y calmada, y los pastos y los arbustos ocupan el fondo.
Un joven en el suelo implora los afectos de una doncella en The Invitation. El joven usa una guirnalda mientras se estira hacia su compañera. Ella, desnuda, mira hacia otro lado, tímidamente. Detrás de ellos hay una pared de roca.
The Picture representa a una mujer en contemplación, mientras se recuesta sobre unas almohadas en una cama. Detrás de ella hay un alivio, que representa un festival con músicos.
Love Imprisoned presenta a una mujer desnuda, sentada en el suelo, que ha atado a Cupido entre dos árboles con una guirnalda de flores. La deidad, molesta, mira por encima de su hombro a su captor, cuya espalda da hacia el espectador.

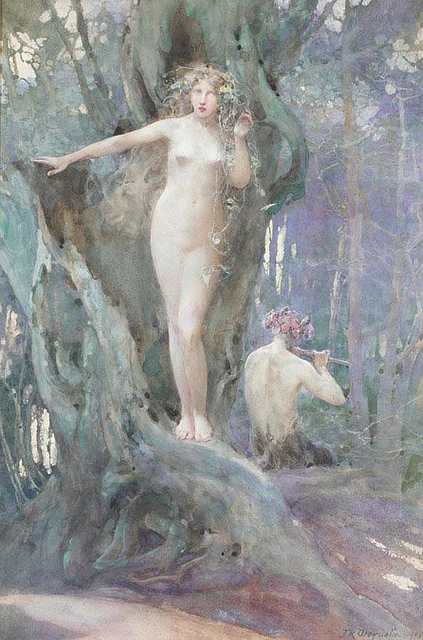
The Magic of Pan's Flute (1905)

En The Spring, tres doncellas desnudas juntan flores para ensartar en varias guirnaldas. Una se sienta en el suelo, sosteniendo la guirnalda en la que ha estado trabajando, mientras una segunda sostiene una corona de flores sobre su cabeza, y la última recoge más flores.
El infante Cupido, angustiado después de ser picado por una abeja, busca la comodidad de su madre en The Bee. Venus se encuentra en medio de pequeños árboles junto a un estanque poco profundo, mirando a su hijo llorando, que se sienta en una tela en el suelo, mirando su herida. Ella se pregunta por el dolor que las flechas de su hijo infligirán a los amantes, en comparación con el dolor causado por esa "serpiente alada" llamada abeja.
Venus nada en medio de las olas en On a Basin wherein Venus was Engraved. Aquí el título es alegórico, la cuenca es el mar mismo, y el nacimiento de Venus se describe como grabado. Las aletas de un delfín (representadas de manera heráldica, en lugar de realista) emergen de la espuma cercana, y un promontorio rocoso se puede ver en el fondo.
Dos jóvenes con vestidos sueltos recogen flores en un jardín de primavera y se arrojan unas a otras en una batalla fingida, en A Battle of Flowers (Una batalla de flores) (1894, acuarela, 20 x 28 1/2"). Esta foto fue exhibida por la Royal Watercolor Society, junto con Venetian Gold, y puede ser la misma imagen conocida como Rose Petals.
En Venetian Gold (Oro veneciano) (acuarela, 1894), Weguelin representa a "damas del siglo XVI en sus schiavonetti, peinándolas al sol en los techos planos de una casa." El Saturday Review dice: "El Sr. Weguelin presenta un nuevo estilo de técnica este año, muy líquido y de tono claro. Su Venetian Gold es uno de los dibujos más interesantes que ha exhibido."
Rodantha (acuarela, 13 3/4 x 20 3/4") representa a una mujer joven con el pelo rojo, envuelto en azul y recostada contra una pila de cojines.
Cupid Bound by the Nymphs (Cupido aprisionado por las ninfas) (1896, óleo sobre lienzo) representa a tres ninfas retozando en un bosque con el infante Cupido, al que han atado con guirnaldas. Esta pintura fue exhibida en la Royal Academy y la Walker Gallery en Liverpool.

## Otras obras

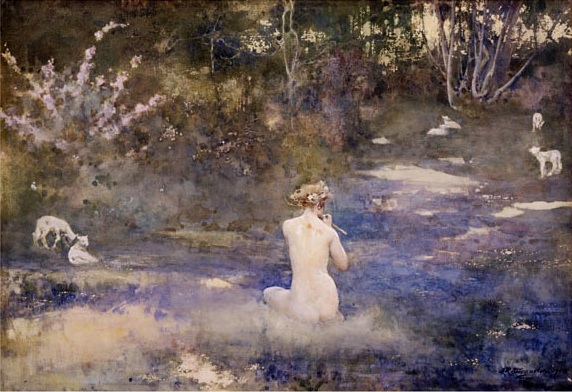
A Pastoral (1905)

- Blossoms from a Roman Garden (Flores de un Jardín Romano) (1885, 29 x 19")[21]
- The Captive Dryad (La Dríada Cautiva) (1903, acuarela)[2][4]
- The Clerk and the Farmer's Wife (La Secretaria y la Esposa del Granjero) (acuarela), para "Little Claus and Big Claus", por Hans Christian Andersen
- A Cornish Shore (Una Orilla de Cornualles) (1903, acuarela)[4]
- Down to the Summer Sea (Hasta el Mar de Verano) (1884, 17")[21]
- Evoë Bacche (1882) exhibida en la Grosvenor Gallery.[16][19]
- Flowers from a Roman Garden (Flores de un Jardín Romano), posiblemente la misma que Blossoms from a Roman Garden (Flores de un Jardín Romano)
- Iris and Cherry Bloom (Iris y Flor de Cerezo) (1903, acuarela)[4]
- The King's Commands (Los Comandos del Rey) (acuarela, 20 x 36")[41]
- A Libation (Una libación) (19")[21]
- Libation to the Nymph (Libación a la Ninfa) (1883)[16]
- Maidens (Doncellas) (acuarela, 20 x 28")[23]
- The Mermaid on the Sea Shore (La Sirena en la Orilla del Mar)[2]
- Mrs. Jefferson (óleo sobre lienzo, 9 1/2 x 7") es un retrato de una mujer, propiamente su cabeza y los hombros, con un vestido blanco[12]
- The Racing Nymphs (Las Ninfas Corren) (acuarela)[4]
- A Real Princess (Una Princesa Real)[2]
- Rose Petals (Pétalos de Rosa) (acuarela, 28 x 20")[23]
- Saturnalia
- A Secret (Un Secreto) (1883)[16]
- A Serving Girl Wearing a Garland of Ivy (Una Muchacha de Servicio que usa una Guirnalda de Hiedra) (acuarela, 83 x 36 cm)[42]
- Shepherd and Lambs in a Field before a Windmill (Pastor y Corderos en un Campo anterior a un Molino) (1908, acualera, 53 x 35 cm)[43]
- Solutis Gratiæ Zonis (1902, acuarela)[2][4]
- Spring Blossoms and Youth (Flores de Primavera y Juventud) (1904, acuarela, 15 1/2 x 20 3/4")[12]
- Summer Afternoon (Tarde de Verano) (1886)[16]
- Under the Hollow Hung Ocean Green (Bajo el Hollow Hung Ocean Green)
- Wishes (Deseos)[2]